# Stephen Kingsley
Stephen Kingsley (Stirling, 23 april 1994) is een Schots voetballer die bij voorkeur als linksback speelt. Hij tekende in 2014 bij Swansea City. In 2016 debuteerde Kingsley voor Schotland.

## Clubcarrière
Kingsley speelde in de jeugdreeksen voor Falkirk. Op 12 april 2011 debuteerde hij als zestienjarige in de Schotse eerste divisie. Na 88 competitieduels in het eerste elftal trok hij naar Swansea City. Die club verhuurde de linksachter bij gebrek aan speelminuten aan Yeovil Town en Crewe Alexandra. Op 2 maart 2016 debuteerde hij in de Premier League tegen Arsenal. Kingsley startte in de basiself en zag zijn team met 1–2 winnen in het Emirates Stadium.

## Interlandcarrière
Op 4 mei 2016 maakte Kingsley zijn opwachting in het Schots nationaal elftal in de met 3-0 verloren vriendschappelijke wedstrijd tegen Frankrijk in Metz. Hij viel na 66 minuten in voor Robert Snodgrass.